# Evangelische Stadtkirche (Ladenburg)
Die Evangelische Stadtkirche in Ladenburg im Rhein-Neckar-Kreis im Nordwesten Baden-Württembergs wurde zwischen 1876 und 1878 nach den Plänen von Hermann Behaghel erbaut.

## Geschichte
Die Herrschaft über die Stadt Ladenburg teilten sich in einem Kondominat seit 1385 die Wormser Bischöfe und die Kurpfalz. Nachdem Kurfürst Ottheinrich in seinem Herrschaftsbereich 1556 die Reformation einführte, einigte man sich zunächst auf die simultane Nutzung der Ladenburger St.-Gallus-Kirche. Doch bereits an Karfreitag 1565 beendete Kurfürst Friedrich III. das Simultanverhältnis gewaltsam. Fortan wurden in der Kirche, bis auf eine kurze katholische Phase im Dreißigjährigen Krieg, reformierte oder lutherische Gottesdienste gefeiert. 1693 ließ Bischof Ludwig Anton die Galluskirche besetzen. Die Proteste der Reformierten blieben erfolglos und schließlich verzichteten sie 1708 in einem Vergleich auf St. Gallus und erhielten im Gegenzug den Mönchhof mit seinen Einnahmen zum Bau einer eigenen Kirche.
Zwischen 1715 und 1720 wurde die neue Kirche nach einem Plan von Johann Jakob Rischer erbaut. Sie war ein barocker Saalbau mit eingezogenem Zwiebelturm. 1874 musste die Kirche wegen Baufälligkeit geschlossen werden und im Jahr darauf riss man sie ab. 1876 wurde der Grundstein für die neue Kirche gelegt und am 27. August 1878 konnte die Einweihung gefeiert werden. In den 1950ern wurde eine Holzdecke eingezogen. 1998 wurde dies rückgängig gemacht und die Kirche restauriert.

## Beschreibung

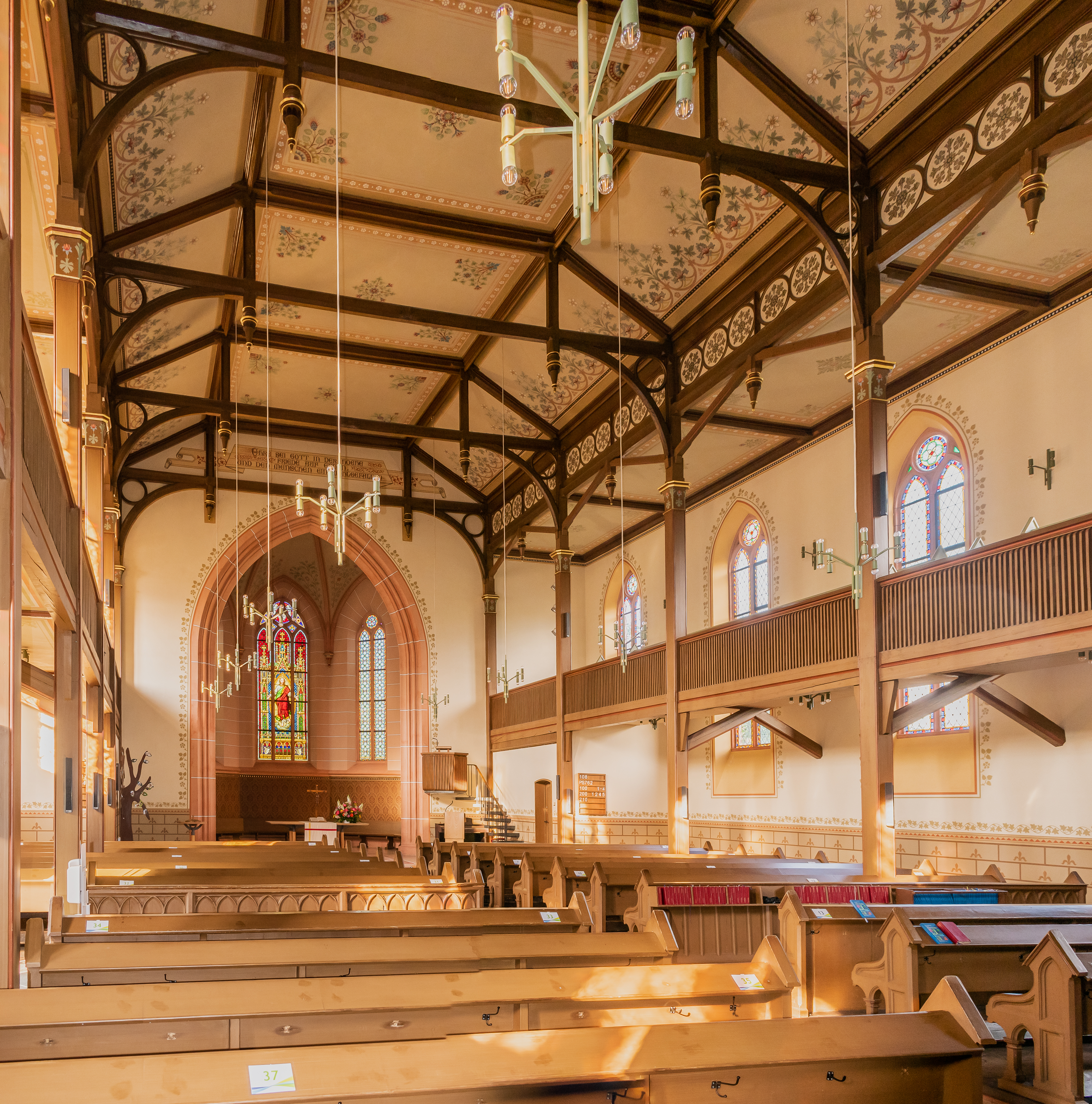
Innenraum

Die Stadtkirche steht am südöstlichen Rand der Altstadt auf dem alten Mönchhof. Sie wurde von Hermann Behaghel mit neugotischem Äußeren erbaut. Innen ist eigentlich nur der Chor neugotisch. Das Schiff hat eine hölzerne Einteilung als Emporen- und Stufenhalle mit flachen decken. An der Decke ist seit der Restaurierung 1998 wieder das ursprüngliche Balkensprengwerk ansichtig. Die Deckenfelder sind mit Blumenornamenten bemalt. Den Chor ziert unter den Fenstern ein aufgemalter Wandteppich. Eine hölzerne Empore umläuft den Innenraum von drei Seiten. Die Orgel wurde 1959 von Walcker erbaut und im Jahr 2000 von Gerhard Lenter umgebaut. Das Instrument hat 26 Register auf zwei Manualen und Pedal.
Das Geläut der Stadtkirche besteht aus vier Glocken. Die kleinste stammt aus dem Jahr 1934. Sie war die einzige, die nicht im Zweiten Weltkrieg abgeliefert werden musste. Die zwei jüngeren wurden 1951 von Friedrich Wilhelm Schilling gegossen. Auch die vierte Glocke war im Krieg eingezogen worden, konnte aber gerettet werden und kam 1947 zurück nach Ladenburg. Sie war Teil des ersten Geläuts der alten reformierten Kirche und wurde 1732 gegossen. Der Klang der vier Glocken ist mit dem Geläut der St.-Gallus-Kirche abgestimmt.